# Leonid Tsypkine
Leonid Borissovitch Tsypkine (en russe : Леонид Борисович Цыпкин), né à Minsk, le 20 mars 1926, et mort à Moscou, le 20 mars 1982 , est un écrivain soviétique, principalement connu pour son roman Un été à Baden-Baden.

## Œuvres
- Leto v Badene

- traduit en français sous le titre Un été à Baden-Baden par Bernadette du Crest, Paris, Christian Bourgois Éditeur, 2003, 216 p.  (ISBN 2-267-01658-3),
- Norartakir

- traduit en français sous le titre Le Pont sur la Nerotch par Macha Zonina, Paris, Christian Bourgois Éditeur, 2016, 330 p.  (ISBN 978-2-267-02968-0) et dont la traduction obtient une Mention spéciale au Prix Russophonie 2017